# Europejska Służba Działań Zewnętrznych
Służba zewnętrzna Unii Europejskiej (ang. European External Action Service, EEAS) – pomocnicze ciało dyplomatyczne względem Wysokiego Przedstawiciela. 
Służba została powołana przez Traktat lizboński. Rozpoczęcie działalności nastąpiło w roku 2009, wraz z wejściem w życie traktatu. Utworzenie służby zewnętrznej UE oraz nadanie jej cech służby dyplomatycznej popierają instytucje Unii, głównie Parlament Europejski i Komisja, które w serii dokumentów wskazywały na potrzebę dalszego rozwoju służby zewnętrznej i przekształcenia jej w służbę dyplomatyczną Unii Europejskiej. Taka postawa spotyka się z niechęcią niektórych państw członkowskich, które obawiają się osłabienia własnego instrumentarium w zakresie polityki zagranicznej i jednocześnie nadawania zbyt wyraźnych cech państwowych Unii Europejskiej. O pomoc dyplomatyczną zwrócić się do niej będzie mógł każdy obywatel Unii – co jest rozwinięciem obecnej możliwości zwracania się do służby zagranicznej innego państwa członkowskiego, jeżeli w państwie pobytu nie występuje placówka dyplomatyczna lub konsularna państwa z którego się pochodzi.
W ramach EEAS działa również Sztab Wojskowy Unii Europejskiej.

## Podstawy traktatowe
Służba wymieniana jest w art. 13a Traktatu lizbońskiego
1. Wysoki przedstawiciel Unii do spraw zagranicznych i polityki bezpieczeństwa, który przewodniczy Radzie do Spraw Zagranicznych, przyczynia się poprzez swoje propozycje do opracowania wspólnej polityki zagranicznej i bezpieczeństwa oraz zapewnia wykonanie decyzji przyjętych przez Radę Europejską i Radę.
2. Wysoki przedstawiciel reprezentuje Unię w zakresie spraw odnoszących się do wspólnej polityki zagranicznej i bezpieczeństwa. Prowadzi w imieniu Unii dialog polityczny ze stronami trzecimi oraz wyraża stanowisko Unii w organizacjach międzynarodowych i na konferencjach międzynarodowych.
3. W wykonywaniu swojego mandatu, wysoki przedstawiciel jest wspomagany przez Europejską Służbę Działań Zewnętrznych. Służba ta współpracuje ze służbami dyplomatycznymi Państw Członkowskich i składa się z urzędników właściwych służb Sekretariatu Generalnego Rady i Komisji, jak również z personelu delegowanego przez krajowe służby dyplomatyczne. Organizację i zasady funkcjonowania Europejskiej Służby Działań Zewnętrznych określa decyzja Rady. Rada stanowi na wniosek wysokiego przedstawiciela po konsultacji z Parlamentem Europejskim i po uzyskaniu zgody Komisji.

## Reprezentacje Komisji w krajach trzecich
Komisja reprezentowana jest obecnie w 155 krajach. Posiada również 5 przedstawicielstw w organizacjach międzynarodowych. W służbach poza granicami Wspólnot zatrudnionych jest obecnie ponad 1000 urzędników i 3800 innych pracowników. Nowa służba UE bazuje głównie na obecnych pracownikach służby zewnętrznej Komisji Europejskiej i na specjalnie wydelegowanych przedstawicielach państw członkowskich.